# アルナド
アルナド、アルナ（フランス語: Arnad [aʁna]）は、イタリア共和国ヴァッレ・ダオスタ州にある、人口約1,200人の基礎自治体（コムーネ）。

## 地理

### 位置・広がり

#### 隣接コムーネ
隣接するコムーネは以下の通り。
- バール
- シャラン＝サン＝ヴィクトル
- ドンナス
- オーヌ
- イッシム
- イソーニュ
- ペルロ
- ポンボーゼ
- ヴェール

## 行政

### 分離集落
アルナドには、以下の分離集落（フラツィオーネ）がある。
- Anvyey, Arnad-Le-Vieux, Barme, Bonavesse, Champagnolaz, Château, Chez Fornelle, Clapey, Clos de Barme, Costa, Échallod, Échallogne, Extraz, Les Vachères, Machaby, Pied-de-Ville, Prouve, Revire, Rollety, Sisan, Torretta, Ville